# Salix capusii
Salix capusii ist ein großer Strauch aus der Gattung der Weiden (Salix) mit kastanienbraunen Zweigen und 4 bis 5 Zentimeter langen, graublauen Blattspreiten. Das natürliche Verbreitungsgebiet der Art liegt in Afghanistan, Tadschikistan, Pakistan und China.

## Beschreibung
Salix capusii ist ein bis zu 6 Meter hoher Strauch mit mattgrauer Borke. Die Zweige sind kastanienbraun, dünn und kahl. Junge Zweige sind gelblich und fein behaart. Die Laubblätter haben linealische und hinfällige Nebenblätter. Der Blattstiel ist 2 bis 4 Millimeter lang, anfangs fein behaart und später verkahlend. Die Blattspreite ist linealisch-verkehrt-lanzettlich oder schmal lanzettlich, 4 bis 5 Zentimeter lang und etwa 6 Millimeter breit, kurz zugespitzt, mit keilförmiger Basis und einem ganzrandigen oder gesägten Blattrand. Beide Blattseiten sind gleichmäßig graublau, anfangs filzig behaart und später verkahlend.
Die männlichen Blütenstände sind 4 bis 4,5 Zentimeter lange und 6 bis 8 Millimeter durchmessende, sitzende oder kurz gestielte Kätzchen mit belaubter Basis. Die Tragblätter sind gelblich grün, länglich bis länglich-verkehrt-eiförmig, etwa halb so lang wie die Staubfäden, mit beinahe gestutzter Spitze, an der Basis daunenhaariger Oberseite und kahler oder spärlich zottig behaarter Unterseite. Die männlichen Blüten haben zwei Staubblätter mit verwachsenen und an der Basis fein behaarten Staubfäden und gelben und runden Staubbeuteln. Weibliche Kätzchen sind 1,5 bis 2,5 Zentimeter lang und werden bis zur Fruchtreife noch länger. Der Stiel ist belaubt. Die Tragblätter entsprechen den männlichen sind jedoch bis zur Fruchtreife teilweise hinfällig. Weibliche Blüten haben einen schmal konischen, kahlen, 1 Millimeter lang gestielten Fruchtknoten. Der Griffel ist kurz, die Narbe auffällig. Die Früchte sind grünliche oder gelbliche, konische, 4 bis 5 Millimeter lange Kapseln. Salix capusii blüht etwa mit dem Blattaustrieb von April bis Mai, die Früchte reifen von Mai bis Juni.

## Vorkommen
Das natürliche Verbreitungsgebiet liegt in Afghanistan, Tadschikistan, Pakistan und im chinesischen Xinjiang. Die Art wächst in China in Höhen von 1000 bis 2800 Metern entlang von Gebirgsflusstälern.

## Systematik
Salix capusii ist eine Art aus der Gattung der Weiden (Salix) in der Familie der Weidengewächse (Salicaceae). Dort wird sie der Sektion Helix zugeordnet. Sie wurde 1884 von Adrien René Franchet erstmals wissenschaftlich beschrieben. Der Gattungsname Salix stammt aus dem Lateinischen und wurde schon von den Römern für verschiedene Weidenarten verwendet.
Synonyme der Art sind Salix coerulea E.L.Wolf und Salix niedzwieckii Goerz.

## Nachweise